# Поликарпов, Василий Петрович
Васи́лий Петро́вич Полика́рпов (6 мая 1903, Глутно, Новгородская губерния — 15 мая 1975, Москва) — заслуженный мастер спорта СССР (1946), чемпион СССР по лёгкой атлетике (1927, 1928); архитектор, лауреат Ленинской премии, профессор Государственного центрального института физкультуры, один из авторов крупнейшего стадиона России — Центрального стадиона в Лужниках.

## Биография
Родился в деревне Глутно Маловишерского уезда Новгородской губернии 6 мая 1903 года. После окончания средней школы № 1 в г. Малая Вишера пошёл работать на железную дорогу – по стопам отца, проработавшего на маловишерском участке Николаевской железной дороги 50 лет. Сначала он работал на ремонте пути, через год стал конторщиком-телефонистом службы движения. Одновременно, занимался в железнодорожном клубе «Спартак» — в художественной самодеятельности и спортивном кружке. В легкоатлетических соревнованиях 1920 года стал чемпионом уезда в шести видах спорта.
После службы в Красной армии (ЧОН при укоме ВКП(б)) учился в Ленинградском политехникуме путей сообщения имени Дзержинского, одновременно закончил курсы физкультурного образования. С конца 1927 года занимал должность дорожного инструктора физкультуры Дорпрофсожа Октябрьской железной дороги. Активно участвовал в самодеятельности: играл на многих музыкальных инструментах, организовал при ленинградском Центральном клубе железнодорожников два оркестра – духовой и народных инструментов. В это время стал чемпионом СССР по лёгкой атлетике; установил рекорд СССР в беге на 400 метров с барьерами.
С 1929 года учился на строительном факультете Ленинградского института инженеров путей сообщения. По его курсовому проекту в Парголово была построена лыжная база для семей железнодорожников на 45 человек; дипломным проектом стало здание клуба в родной Малой Вишере.
Кроме ЛИИЖТ он также окончил и Ленинградский институт физической культуры им. П. Ф. Лесгафта.
Преподавал в Центральном институте физкультуры — профессор, кандидат технических наук. Создал в институте курс «Спортивные сооружения», основой которого до сих пор является изданный в 1965 году его учебник «Спортивные и физкультурные сооружения».
Умер 15 мая 1975 года в Москве, похоронен на Кузьминском кладбище.

## Спортивные достижения
- Чемпионат РСФСР 1927 года — 3-й призер в беге на 200 м (400 м?) с барьерами
- Всесоюзная спартакиада 1928 года — чемпион в беге на 400 м с барьерами с рекордом СССР; 2-й призер по прыжкам в длину; в эстафете 800+400+200+100 м.

Заслуженный мастер спорта СССР (1946)

## Архитектурные проекты
По его проектам построено более 30 крупнейших спортивных сооружений за рубежом и в СССР, в том числе: стадион имени Кирова (Ленинград), республиканские стадионы в Минске, Баку, Кишинёве. Он — автор проекта перестройки здания бывшего Михайловского манежа (Ленинград) в Зимний Стадион (1948).
Входил в состав коллектива, разработавшего проект стадиона международного класса в Лужниках.

### Конструктор Поликарпова
Еще одним направлением деятельности В. П. Поликарпова стало создание нового спортинвентаря (лыж, коньков, саней и др.), а также типовых проектов школьных и производственных спортивных объектов в СССР и других странах. Ему были выданы авторские свидетельства на 13 изобретений.
В 1943 году он запатентовал в СССР детский конструктор («Конструктор Поликарпова») из геометрических фигур — кубов, кирпичей, восьмигранников, арок, призм, колес — для занятий гимнастикой и подвижными играми в дошкольных учреждениях.

## Научная деятельность
Автор более 80 работ, среди которых 21 монография.

#### Избранные труды
- Самоделки для игр и спорта. — Москва: КОИЗ, 1944.
- Физкультура школьнику: в помощь организаторам физ. культуры / Черевков М. А., Яковлев В. Г., Поликарпов В. П.. — Москва: Мол. гвардия, 1949.
- Как оборудовать спортивную площадку. — Воронежск. обл. кн-во, 1950.
- Спортивная площадка в колхозе. — Москва: Мол. гвардия, 1950.
- Физкультура школьнику: в помощь физкультурнику-активисту школы. — Москва: Мол. гвардия, 1952.
- Детский конструктор Поликарпова. — Москва: Учпедгиз, 1954. — 168 с.
- Игры для школьников / Поликарпов В. П., Яковлев В. Г.. — Москва: Физкультура и спорт, 1954. — С. 68.
- Легкоатлетическая беговая дорожка : постройка, оборудование и эксплуатация. — Москва: Физкультура и спорт, 1954.
- Школьные спортивные сооружения и инвентарь. — Москва: Учпедгиз, 1955.
- Спортивные сооружения в колхозе. — Москва: Физкультура и спорт, 1957.
- Простые спортивные сооружения, оборудование и инвентарь. — Москва: Физкультура и спорт, 1960.
- Спортивные и физкультурные сооружения: [учебное пособие для студентов и учащихся физкультурных учебных заведений]. — Москва: Физкультура и спорт, 1965.
- Главный стадион страны. — Москва: Физкультура и спорт, 1972.

## Награды
- Орден «Знак Почёта» (27.04.1957) — «за успехи, достигнутые в деле развития массового физкультурного движения в стране, повышения мастерства советских спортсменов, и успешное выступление на международных соревнованиях»
- Ленинская премия (1959) — за участие в проектировании и строительстве стадиона в Лужниках